# Pinguicula corsica
Pinguicula corsica Bernard & Gren. – gatunek rośliny należący do rodziny pływaczowatych. Występuje endemicznie na Korsyce.

## Morfologia
PokrójWieloletnia roślina zielna o wysokości od 5 do 10 cm i smukłych, owłosiono-gruczołowatych lub nagich pędach. Zimuje w formie turionów.
LiścieRoślina tworzy od 5 do 9 rozesłanych, siedzących, jajowatych do odwrotnie jajowatych i eliptycznych, żółtozielonych liści, długości od 25 do 35 mm i szerokości od 9 do 16 mm.
KwiatySzypułka nierozgałęziona, długości od 4 do 9 cm, z 1 do 8 gruczołami. Kielich kwiatu gruczołowaty; działki górne wąsko podługowato-lancetowate, tępe; działki dolne podługowato-lancetowate, tępe. Korona kwiatu o długości od 16 do 25 mm, biała do jasnofioletowoniebieskiej; dwa płatki górne niemal okrągłe do odwrotnie jajowatych, tępe, zachodzące na siebie, z ciemnofioletową smugą; trzy płatki dolne większe, sercowate (środkowy) lub odwrotnie jajowate, często zachodzące na siebie; rurka (gardziel) brzuchata, mniej więcej ciemnofioletowa w części środkowej z białą plamką w dolnej części dolnych płatków, biało owłosiona u gardzieli, z zewnątrz gruczołowa; ostroga stożkowato-szydłowata, ostra, prosta, wielkości 1/3 korony.
OwoceJajowata do kulistawej torebka.

## Biologia i ekologia

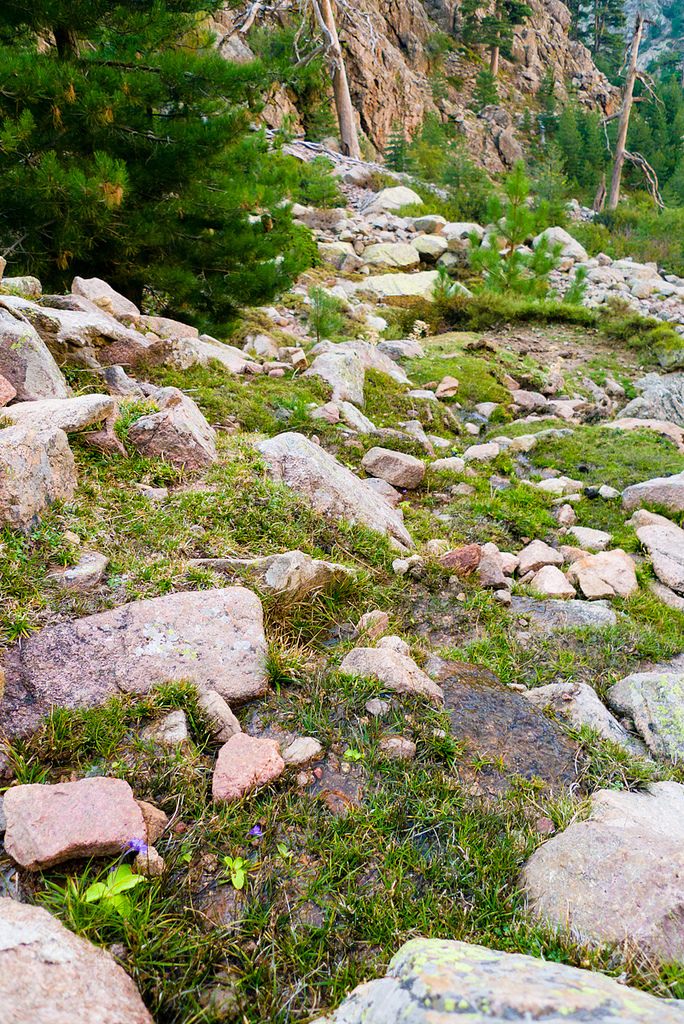
Naturalne siedlisko gatunku

RozwójKwitnie od czerwca do sierpnia.
SiedliskoWystępuje w „pozzines” (typowe dla Korsyki bardzo płaskie, kwaśne torfowiska z oczkami wodnymi, łączącymi naturalne kanały tworzone przez topniejący śnieg), wokół jezior, wolno płynących strumyków i zarośli „fruticées naines”, w strefie górskiej i alpejskiej, na wysokości od 1150 do 1900 m n.p.m., na nieprzepuszczalnym podłożu granitowym, zwykle na dnie dolin polodowcowych. Stanowi element zbiorowiska Bellidio-Bellion nivalis Gamisans, tj. korso-sardyńskich, reliktowych, górskich do wysokogórskich, śródziemnomorskich torfowisk kwaśnych.
GenetykaLiczba chromosomów 2n = 16.

## Zagrożenie i ochrona
Gatunek znany jest z 33 stanowisk na Korsyce. Obecne populacje nie wydają się być zagrożone pogorszeniem ich siedlisk. Gatunek nie jest prawnie chroniony, ale został ujęty we francuskiej Czerwonej Księdze. Nadzór nad siedliskami pełnią strażnicy z Parku Regionalnego Korsyki i Konserwatorium Botanicznego Korsyki. W Czerwonej księdze gatunków zagrożonych IUCN ujęta jako gatunek najmniejszej troski.

## Zastosowanie
W przeszłości rośliny te były stosowane w medycynie tradycyjnej na grzybice skóry.